# Campeonato Mundial de Snowboard de 2015 - Snowboard cross feminino
A prova do snowboard cross feminino do Campeonato Mundial de Snowboard de 2015 foi disputado entre 15 e 16 de janeiro  em Kreischberg na Áustria.

## Medalhistas
| Ouro                     | Prata                     | Bronze               |
| Lindsey Jacobellis (USA) | Nelly Moenne Loccoz (FRA) | Michela Moioli (ITA) |

## Resultados

### Qualificação
A qualificação ocorreu dia 15 de janeiro.
| Colocação | Bib | Nome                  | Nacionalidade  | Descida 1 | Colocação | Descida 2 | Colocação | Melhor  | Diff  | Notas |
| --------- | --- | --------------------- | -------------- | --------- | --------- | --------- | --------- | ------- | ----- | ----- |
| 1         | 14  | Eva Samkova           | Chéquia        | 1:03.64   | 1         |           |           | 1:03.64 |       | Q     |
| 2         | 6   | Dominique Maltais     | Canadá         | 1:03.79   | 2         |           |           | 1:03.79 | +0.15 | Q     |
| 3         | 8   | Lindsey Jacobellis    | Estados Unidos | 1:03.80   | 3         |           |           | 1:03.80 | +0.16 | Q     |
| 4         | 4   | Alexandra Jekova      | Bulgária       | 1:04.54   | 4         |           |           | 1:04.54 | +0.90 | Q     |
| 5         | 15  | Charlotte Bankes      | França         | 1:04.64   | 5         |           |           | 1:04.64 | +1.00 | Q     |
| 6         | 11  | Nelly Moenne Loccoz   | França         | 1:04.96   | 6         |           |           | 1:04.96 | +1.32 | Q     |
| 7         | 12  | Belle Brockhoff       | Austrália      | 1:05.43   | 7         |           |           | 1:05.43 | +1.79 | Q     |
| 8         | 7   | Michela Moioli        | Itália         | 1:05.63   | 8         |           |           | 1:05.63 | +1.99 | Q     |
| 9         | 10  | Faye Gulini           | Estados Unidos | 1:06.23   | 11        | 1:05.15   | 1         | 1:05.15 | +1.51 | q     |
| 10        | 16  | Raffaella Brutto      | Itália         | 1:05.71   | 9         | 1:05.39   | 2         | 1:05.39 | +1.75 | q     |
| 11        | 24  | Tess Critchlow        | Canadá         | 1:06.99   | 16        | 1:05.43   | 3         | 1:05.43 | +1.79 | q     |
| 12        | 17  | Sandra Daniela Gerber | Suíça          | 1:07.05   | 17        | 1:05.53   | 4         | 1:05.53 | +1.89 | q     |
| 13        | 18  | Maria Ramberger       | Áustria        | 1:05.98   | 10        | DNF       | 21        | 1:05.98 | +2.34 | q     |
| 14        | 13  | Yuka Fujimori         | Japão          | 1:06.41   | 12        | 1:06.30   | 5         | 1:06.30 | +2.66 | q     |
| 15        | 2   | Chloe Trespeuch       | França         | 1:06.63   | 13        | 1:06.43   | 6         | 1:06.43 | +2.79 | q     |
| 16        | 23  | Carle Brenneman       | Canadá         | 1:07.79   | 21        | 1:06.52   | 7         | 1:06.52 | +2.88 | q     |
| 17        | 19  | Susanne Moll          | Áustria        | 1:07.63   | 19        | 1:06.70   | 8         | 1:06.70 | +3.06 |       |
| 18        | 27  | Kristina Paul         | Rússia         | 1:07.74   | 20        | 1:06.82   | 9         | 1:06.82 | +3.18 |       |
| 19        | 26  | Bell Berghuis         | Países Baixos  | 1:06.89   | 14        | 1:07.17   | 14        | 1:06.89 | +3.25 |       |
| 20        | 9   | Jacqueline Hernandez  | Estados Unidos | 1:06.93   | 15        | 1:07.03   | 11        | 1:06.93 | +3.29 |       |
| 21        | 22  | Sofia Belingheri      | Itália         | 1:07.84   | 23        | 1:06.98   | 10        | 1:06.98 | +3.34 |       |
| 22        | 5   | Zoe Gillings-Brier    | Reino Unido    | 1:07.17   | 18        | 1:07.03   | 11        | 1:07.03 | +3.39 |       |
| 23        | 21  | Zoe Bergermann        | Canadá         | 1:08.69   | 27        | 1:07.12   | 13        | 1:07.12 | +3.48 |       |
| 24        | 3   | Lorelei Schmitt       | França         | 1:08.12   | 26        | 1:07.17   | 14        | 1:07.17 | +3.53 |       |
| 25        | 20  | Emilie Aubry          | Suíça          | 1:07.80   | 22        | 1:07.72   | 16        | 1:07.72 | +4.08 |       |
| 26        | 1   | Isabel Clark Ribeiro  | Brasil         | 1:07.84   | 24        | 1:08.07   | 17        | 1:07.84 | +4.20 |       |
| 27        | 28  | Katharina Neussner    | Áustria        | 1:07.98   | 25        | 1:33.80   | 20        | 1:07.98 | +4.34 |       |
| 28        | 30  | Vendula Hopjakova     | Chéquia        | 1:09.17   | 28        | DNF       | 21        | 1:09.17 | +5.53 |       |
| 29        | 25  | Karen Iwadare         | Japão          | 1:10.20   | 29        | 1:09.42   | 18        | 1:09.42 | +5.78 |       |
| 30        | 29  | Stephanie Gehrig      | Reino Unido    | 1:11.94   | 30        | 1:12.17   | 19        | 1:11.94 | +8.30 |       |

## Fase eliminatória
A seguir estão os resultados da rodada de eliminação. 

### Quartas de final
Os dois melhores de cada bateria avançam para as semifinais.
| Colocação | Bib | Nome            | Nacionalidade  | Notas |
| --------- | --- | --------------- | -------------- | ----- |
| 1         | 1   | Eva Samkova     | Chéquia        | Q     |
| 2         | 8   | Michela Moioli  | Itália         | Q     |
| 3         | 9   | Faye Gulini     | Estados Unidos |       |
| 4         | 16  | Carle Brenneman | Canadá         |       |

| Colocação | Bib | Nome                  | Nacionalidade | Notas |
| --------- | --- | --------------------- | ------------- | ----- |
| 1         | 4   | Alexandra Jekova      | Bulgária      | Q     |
| 2         | 5   | Charlotte Bankes      | França        | Q     |
| 3         | 13  | Maria Ramberger       | Áustria       |       |
| 4         | 12  | Sandra Daniela Gerber | Suíça         |       |

| Colocação | Bib | Nome                | Nacionalidade  | Notas |
| --------- | --- | ------------------- | -------------- | ----- |
| 1         | 3   | Lindsey Jacobellis  | Estados Unidos | Q     |
| 2         | 6   | Nelly Moenne Loccoz | França         | Q     |
| 3         | 14  | Yuka Fujimori       | Japão          |       |
| 4         | 11  | Tess Critchlow      | Canadá         |       |

| Colocação | Bib | Nome              | Nacionalidade | Notas |
| --------- | --- | ----------------- | ------------- | ----- |
| 1         | 2   | Dominique Maltais | Canadá        | Q     |
| 2         | 7   | Belle Brockhoff   | Austrália     | Q     |
| 3         | 15  | Chloe Trespeuch   | França        |       |
| 4         | 10  | Raffaella Brutto  | Itália        | DNF   |

### Semifinal
| Colocação | Bib | Nome             | Nacionalidade | Notas |
| --------- | --- | ---------------- | ------------- | ----- |
| 1         | 4   | Alexandra Jekova | Bulgária      | Q     |
| 2         | 8   | Michela Moioli   | Itália        | Q     |
| 3         | 1   | Eva Samkova      | Chéquia       |       |
| 4         | 5   | Charlotte Bankes | França        |       |

| Colocação | Bib | Nome                | Nacionalidade  | Notas |
| --------- | --- | ------------------- | -------------- | ----- |
| 1         | 6   | Nelly Moenne Loccoz | França         | Q     |
| 2         | 3   | Lindsey Jacobellis  | Estados Unidos | Q     |
| 3         | 2   | Dominique Maltais   | Canadá         |       |
| 4         | 7   | Belle Brockhoff     | Austrália      |       |

### Final

#### Pequena Final
| Colocação | Bib | Nome              | Nacionalidade | Notas |
| --------- | --- | ----------------- | ------------- | ----- |
| 5         | 2   | Dominique Maltais | Canadá        |       |
| 6         | 1   | Eva Samkova       | Chéquia       |       |
| 7         | 7   | Belle Brockhoff   | Austrália     |       |
| 8         | 5   | Charlotte Bankes  | França        |       |

#### Grande Final
| Colocação         | Bib | Nome                | Nacionalidade  | Notas |
| ----------------- | --- | ------------------- | -------------- | ----- |
| Medalha de ouro   | 3   | Lindsey Jacobellis  | Estados Unidos |       |
| Medalha de prata  | 6   | Nelly Moenne Loccoz | França         |       |
| Medalha de bronze | 8   | Michela Moioli      | Itália         |       |
| 4                 | 4   | Alexandra Jekova    | Bulgária       |       |

Legenda
| Recorde mundial       | Recorde mundial (World record)               |                       | Recorde africano                      | Recorde africano (African) |                                           | Q | Classificado por posição (Qualified) |
| Recorde do campeonato | Recorde do campeonato (Championship record)  | Recorde da América    | Recorde da América (Americas)         | q                          | Classificado por melhor tempo (Qualified) |   |                                      |
| Melhor marca do ano   | Melhor marca do ano (World leading)          | Recorde asiático      | Recorde asiático (Asian)              | DNS                        | Não largou (Did not start)                |   |                                      |
| Recorde nacional      | Recorde nacional (National record)           | Recorde europeu       | Recorde europeu (European)            | DNF                        | Não terminou (Did not finish)             |   |                                      |
| Recorde pessoal       | Recorde pessoal do atleta (Personal best)    | Recorde da Oceania    | Recorde da Oceania (Oceania)          | DSQ / DQ                   | Desclassificado (Disqualified)            |   |                                      |
| Recorde da temporada  | Recorde da temporada do atleta (Season best) | Recorde sul-americano | Recorde sul-americano (South America) | NM                         | Sem marca (No mark)                       |   |                                      |